# Parafia Świętych Cyryla i Metodego we Wrocławiu
Parafia cywilno-wojskowa Świętych Cyryla i Metodego – parafia prawosławna we Wrocławiu, w dekanacie Wrocław diecezji wrocławsko-szczecińskiej.
Na terenie parafii funkcjonuje 1 cerkiew i 1 kaplica:
- cerkiew Świętych Cyryla i Metodego we Wrocławiu – parafialna
- kaplica Świętych Wileńskich Męczenników – Antoniego, Jana i Eustachego we Wrocławiu (w krypcie cerkwi parafialnej)

## Historia
Parafia została erygowana 12 września 1970 jako pierwsza w powojennej Polsce parafia prawosławna, w której językiem liturgicznym był wyłącznie polski. W późniejszym okresie zaczęto w niektórych nabożeństwach używać języków cerkiewnosłowiańskiego i greckiego.
W 2013 parafia liczyła około 50 rodzin.
W październiku 2018 r. parafia została przekształcona z cywilnej w cywilno-wojskową.

## Wykaz proboszczów
- 1970–2018 – ks. Eugeniusz Cebulski
- od 2018 – ks. Eugeniusz Bójko